# 圣克鲁斯-杜辛古
圣克鲁斯-杜辛古是巴西马托格罗索州的一个市镇。总面积5625.401平方公里，总人口2116人，人口密度0.4人/平方公里。